# Die Diplomatin
Die Diplomatin ist eine Kriminalfilmreihe im Programm der ARD mit Natalia Wörner als beim Auswärtigen Amt arbeitende Diplomatin Karla Lorenz in der Hauptrolle. Die Fernsehreihe wird seit 2016 samstags in unregelmäßigen Abständen ausgestrahlt.

## Inhalt
Im Mittelpunkt der Serie steht die beim Auswärtigen Amt arbeitende Diplomatin Karla Lorenz, die im Fortgang der Serie in verschiedenen Ländern als deutsche Botschafterin tätig ist und dort Bundesbürgern in Krisensituationen zu helfen versucht.
Ihr erster Einsatz führt Karla Lorenz zunächst nach Tunesien. In diesem Zusammenhang verursacht sie in Bahrain große diplomatische Verwicklungen, woraufhin sie von ihrem Vorgesetzten zur Bewährung auf die Philippinen geschickt wird.
In der in Manila spielenden zweiten Folge bringt sie die ihr gestellte Aufgabe trotz großer Schwierigkeiten und entgegen aller Dienstanweisungen positiv zu Ende.
In der dritten Folge tritt sie als neue Botschafterin in Prag die Nachfolge ihrer Tante Alma (Maren Kroymann) an, eine Stellung, die diese jahrelang innehatte.
Auch in den nächsten beiden Folgen ist die tschechische Hauptstadt der Ort des Geschehens.
Im sechsten Fall steht Lorenz zeitlich drei Wochen vor ihrem Dienstantritt als Botschafterin in Rom, allerdings spielt sich die Handlung hier komplett in Berlin ab.
In ihrem siebten Fall ist Karla Lorenz als Botschafterin in Rom eingeführt und sieht sich dort mit der Entführung ihres Assistenten Nikolaus Tanz konfrontiert.
In der achten Folge ermittelt sie direkt in Rom, dieses Mal im Fall einer verschwundenen Nonne eines sehr angesehenen Schwesternordens der Vatikanstadt.

## Figuren
Karla Lorenz ist zwar teamfähig, aber auch eine impulsive und furchtlose Einzelgängerin. Ihr Gerechtigkeitssinn und der Drang, den Dingen auf den Grund zu gehen, machen sie für ihre Vorgesetzten stets unbequem. Sie wägt weder die Konsequenzen ihrer Handlung strategisch ab, noch lässt sie sich politisch einordnen.
Zu ihrem Vater und dessen Schwester Alma, deren Posten als Botschafterin in Prag sie im Zuge der einzelnen Folgen übernimmt, hat Karla Lorenz ein etwas distanziertes Verhältnis. Dagegen versteht sie sich mit ihrem Bruder Alexander, der eine kleine Tochter hat und in Scheidung lebt, sehr gut.
Nikolaus Tanz ist ein junger engagierter Mitarbeiter und für Lorenz ein absoluter Vertrauter. Sein Gerechtigkeitssinn lässt ihn fest zu seiner Vorgesetzten stehen.
Mit Thomas Eick hatte Lorenz in früheren Zeiten eine Affäre, was ihre weitere berufliche Beziehung nicht belastet. Er ist ihr Vorgesetzter und sie pflegen einen professionellen und freundschaftlichen Umgang. Er ist ihr erster Ansprechpartner in Berlin, wenn sie vom Ausland aus Hilfe oder Zuarbeit benötigt.

## Besetzung
Neben Natalia Wörner, in der Titelrolle als Diplomatin Karla Lorenz, sind in Hauptrollen der jeweils angegebenen Episoden folgende Schauspieler zu sehen.
| Schauspieler              | Rollenname           | Position                                                                                       | Episoden | Zeitraum   |
| ------------------------- | -------------------- | ---------------------------------------------------------------------------------------------- | -------- | ---------- |
| Natalia Wörner            | Karla Lorenz         | Diplomatin/Botschafterin                                                                       | 1–       | seit 2016  |
| Jannik Schümann           | Nikolaus Tanz        | Assistent von Karla Lorenz                                                                     | 1–5, 7   | 2016–2023  |
| Thomas Sarbacher          | Thomas Eick          | Vorgesetzter von Karla Lorenz                                                                  | 1–3      | 2016–2018  |
| Susanna Simon             | Stefanie Eisenbarg   | Botschafterin der Bundesrepublik Deutschland in Manila                                         | 1        | 2016       |
| Udo Wachtveitl            | Jörg Welke           | Geschäftsmann                                                                                  | 1        | 2016       |
| Michael Mendl             | Arno Lorenz          | Vater von Karla Lorenz                                                                         | 1, 3     | 2016, 2018 |
| Rolf Kanies               | Kurt Lämmle          | Staatssekretär                                                                                 | 1, 2     | 2016       |
| David C. Bunners          | Markus Fischer       |                                                                                                | 1, 2     | 2016       |
| Halima Ilter              | Esra                 | Supervisorin, rechte Hand von Karla Lorenz in der deutschen Botschaft in Tunis und Terroristin | 2        | 2016       |
| Maren Kroymann            | Alma Lorenz          | Staatssekretärin im Auswärtigem Amt und Vorgesetzte von Lorenz. Tante von Karla Lorenz         | 3–4      | 2018–2019  |
| Michael Ihnow             | Burkhard von Dorssen | Gesandter                                                                                      | 3–       | seit 2018  |
| Alexander Beyer           | Jan Horava           | Tschechischer Kommissar, ab Episode sechs Karlas Lebenspartner                                 | 4–       | seit 2019  |
| Johannes Meister          | Philippe Beaumont    | Verdächtiger/Täter und Sohn des Botschafters                                                   | 4        | 2019       |
| Jeanne Tremsal            | Margo Beaumont       | Mutter des Verdächtigen, Opfer häuslicher Gewalt und Freundin von Karla Lorenz                 | 4        | 2019       |
| Jean-Yves Berteloot       | Claude Beaumont      | Französischer Botschafter, strenges und gewalttätiger Vater des Verdächtigen                   | 4        | 2019       |
| Greta Geyer               | Ines Felting         | Sängerin und erstes Entführungsopfer                                                           | 7        | 2023       |
| Francis Fulton-Smith      | Robert Felting       | Deutscher Multimillionär und internationaler Bauunternehmer, Vater von Ines                    | 7        | 2023       |
| Ulrike Tscharre           | Sabine Felting       | Ehefrau des Bauunternehmers, Mutter eines der Entführungsopfer (Ines)                          | 7        | 2023       |
| Sophia Mercedes Burtscher | Luisa Franchetti     | Botschaftsmitarbeiterin, koordiniert Kontakte zwischen BKA und römischen Behörden              | 7        | 2023       |
| Adriano Bonamore          | Enzo Molina          |                                                                                                | 7        | 2023       |
| Martin Penalozza Cecconi  | Davide               |                                                                                                | 7        | 2023       |
| Fabrizio Romagnoli        | Paolo Manchetti      | Rechtspopulistischen Minister                                                                  | 7        | 2023       |
| Clelia Sarto              | Ricarda Motte        | Römische Kommissarin, Staatspolizei-Kontrahentin von Karla Lorenz                              | 7–       | seit 2023  |
| Karla Trippel             | Marion Schneider     |                                                                                                | 7–       | seit 2023  |
| Maria Matschke Engel      | Sophie               | Ordensschwester                                                                                | 8        | 2024       |
| Susanne Wuest             | Mirjam               | Oberin des Schwesternordens der Vatikanstadt                                                   | 8        | 2024       |
| Frederik von Lüttichau    | Michi/Micha Hauser   |                                                                                                | 8        | 2024       |
| Maximilian Dirr           | Johannes Chromer     |                                                                                                | 8        | 2024       |
| Benjamin Sadler           | Köhlbauer            | Kardinal                                                                                       | 8        | 2024       |

## Episodenliste
| Nr. | Originaltitel          | Erstausstrahlung | Regie               | Drehbuch                       | Zuschauer | Einschaltquote |
| --- | ---------------------- | ---------------- | ------------------- | ------------------------------ | --------- | -------------- |
| 1   | Das Botschaftsattentat | 30. Apr. 2016    | Elmar Fischer       | Holger Joos                    | 4,44 Mio. | 15,4 % MA      |
| 2   | Entführung in Manila   | 7. Mai 2016      | Franziska Meletzky  | Holger Joos Franziska Meletzky | 3,76 Mio. | 14,5 % MA      |
| 3   | Jagd durch Prag        | 31. März 2018    | Roland Suso Richter | Christoph Busche               | 4,11 Mio. | 13,9 % MA      |
| 4   | Böses Spiel            | 4. Mai 2019      | Roland Suso Richter | Christoph Busche               | 6,41 Mio. | 22,0 % MA      |
| 5   | Tödliches Alibi        | 7. Nov. 2020     | Roland Suso Richter | Christoph Busche               | 6,16 Mio. | 18,6 % MA      |
| 6   | Mord in St. Petersburg | 18. Sep. 2021    | Roland Suso Richter | Rebecca Mahnkopf               | 5,27 Mio. | 20,4 % MA      |
| 7   | Vermisst in Rom        | 23. Sep. 2023    | Roland Suso Richter | Christoph Busche               | 5,34 Mio. | 23,2 % MA      |
| 8   | Tod einer Nonne        | 23. Aug. 2025    | Roland Suso Richter | Rebecca Mahnkopf               |           |                |